# Zoran Nižić
Zoran Nižić (Split, 11. listopada 1989.) hrvatski je nogometaš. Trenutačno igra za Šibenik.

## Klupska karijera
Nižić je svoju karijeru započeo u makarskom Zmaju i već u svojoj prvoj sezoni je izborio mjesto u prvoj momčadi. Sa samo 19 godina ostvario je transfer u belgijsku drugu ligu gdje je igrao za FC Brussels. U Belgiji je proveo sljedeće tri sezone igrajući kao član prve jedanestorke. Nakon isteka ugovora proveo je nekoliko mjeseci na probi u Hajduku s kojim je potpisao ugovor početkom prosinca 2012. godine. Svoj prvi službeni nastup za Hajduk je ostvario 16. veljače 2013. godine u 0:2 pobjedi protiv Slaven Belupa zamijenivši ozlijeđenog Mateja Jonjića. Odlaskom Lovre Kalinića u Gent postaje novi kapetan Hajduka. Krajem siječnja 2017. godine potpisao je novi ugovor s Hajdukom s kojim je produžio vjernost klubu do ljeta 2019. godine.
Nakon sukoba s upravom Hajduka oko nerealiziranih transfera te izbacivanja u drugu momčad, krajem kolovoza 2018. godine objavljeno je da Nižić potpisao za ruski Ahmat Grozni.

## Reprezentativna karijera
Prvi poziv za reprezentaciju dobiva za prijateljsku utakmicu protiv Meksika krajem svibnja 2017. godine, a u toj utakmici je ostvario i svoj debi za Vatrene, odigravši svih 90 minuta. Nakon serije dobrih igara na početku sezone 2017./18., Nižić dobiva poziv izbornika Čačića za kvalifikacijske utakmice protiv Kosova i Turske koje su odigrane početkom rujna 2017. godine, ali je ostao na klupi u obje utakmice.

## Statistika
Statistika u Hajduku
| Natjecanje        | Nastupi | Zgoditci |
| ----------------- | ------- | -------- |
| Prvenstvo         | 102     | 8        |
| Kup               | 15      | 1        |
| Superkup          | 0       | 0        |
| Međunarodne       | 22      | 2        |
| Splitski podsavez | 0       | 0        |
| Ukupno            | 139     | 11       |
| Prijateljske      | 50      | 1        |
| Sveukupno         | 189     | 12       |

## Klupski uspjesi
HNK Hajduk Split:
- Hrvatski nogometni kup (1): 2012./13.

## Vanjske poveznice
- Profil na soccerway.com
- Profil na transfermarkt.de